# Ca l'Escura
Ca l'Escura és una obra de Calonge de Segarra (Anoia) inclosa a l'Inventari del Patrimoni Arquitectònic de Catalunya.

## Descripció
Pairalia de gran tradició, situada dalt d'un puig, a l'extrem sud-oest del terme municipal de Calonge de Segarra.
Al voltant d'un era central hi troben el gran casal, rodejat d'una sèrie d'edificacions annexes de caràcter auxiliar.
Cal dir que tant la casa principal com la resta dels edificis estan totalment desfigurats i gairebé no es pot apreciar la primitiva estructura.